# Zgrada, Magistratska 37 (Krapina)
Zgrada Osnovne škole, Magistratska 37 je objekt u gradu Krapina zaštićeno kulturno dobro.

## Opis dobra
Visokoprizemna uglovnica L tlocrta građena je početkom 17. st. kao plemićka kurija gospodarsko-stambene namjene. Na pročelju koje gleda na Magistratsku ulicu otvara se s devet, a na Krambergerovu s deset nejednakih prozorskih osi. Značajnije je zapadno dvorišno pročelje sa širokim glavnim ulazom koji na zaglavnom kamenu ima uklesanu god. 1615. Na dvorišnoj strani sjevernog krila nalazi se drvena zatvorena veranda. U unutrašnjosti zgrade pregrađena je bačvasto svođena veža i zazidana dva luka arkada na prvom katu. U zgradi je od 1801. g. bila smještena prva tvornica kamenine u Hrvatskoj. U doba Ilirskog preporoda, 29. 8. 1841. u njoj je održana prva kazališna predstava na hrvatskom jeziku.

## Zaštita
Pod oznakom Z-5009 zavedena je kao nepokretno kulturno dobro – pojedinačno, pravna statusa zaštićena kulturnog dobra, klasificirano kao "profana graditeljska baština".